# Чорненьке (Любіжнянське лісництво, квартал 5)
Чорненьке — заповідне урочище місцевого значення. Об'єкт розташований на території Надвінянського району Івано-Франківської області, Любіжнянське лісництво, квартал 5, виділи 14, 19.
Площа — 18,0000 га, статус отриманий у 1993 році.